# روبرت كارو
روبرت ألان كارو (بالإنجليزية: Robert Caro)‏ (وُلد في 30 أكتوبر من عام 1935)، هو صحفي أمريكي ومؤلف، اكتسب شهرته نتيجة السيرتين اللتين كتبهما لكل من روبرت موزس وليندون بي جونسون اللذين كانا شخصيتين سياسيتين بارزتين في الولايات المتحدة.
كتب كارو -بعد عمله كمراسل لعدة سنوات- كتاب سمسار السلطة (1974)، الذي كان بمثابة سيرة المخطط الحضري النيويوركي روبرت موزس، اختارت دار مودرن لايبراري هذا الكتاب ضمن قائمة أفضل مائة كتاب غير روائي في القرن العشرين. خطط كارو لكتابة خمسة مجلدات بعنوان سنوات ليندون جونسون (1982، 1990، 2002، 2012)، لتكون هذه المجلدات سيرة الرئيس الأمريكي السابق، وقد كتب أربعة مجلدات كاملة منذ أن أنهى كتاب سمسار السلطة. 
حصل كارو على العديد من الجوائز لما قدمه في السيرتين اللتين كتبهما ومن بينها: جائزتي بوليتزر عن فئة السيرة الذاتية، وجائزتين من جوائز الكتاب الوطني (بما في ذلك جائزة الإنجاز مدى الحياة)، وجائزة فرانسيس باركمان (التي تمنحها جمعية المؤرخين الأمريكيين للكتاب الذي يمثل «أفضل مثال لاندماج المؤرخ مع الفنان»)،وثلاث جوائز من جوائز دائرة نقاد الكتب الوطنية، وجائزة مينكين عن فئة أفضل كتاب، وجائزة كار بي كولينز من معهد تكساس للآداب، وجائزة د.ب هاردمان، والميدالية الذهبية للأكاديمية الأمريكية للفنون والآداب عن فئة السيرة الذاتية. قدم الرئيس باراك أوباما في عام 2010 لكارو الوسام الوطني للعلوم الإنسانية.
يستدعي مراجعو الكُتّاب الآخرون كارو في بعض الأحيان نظرًا إلى سمعته الجيدة فيما يتعلق بالأبحاث الشاملة والتفاصيل، ويُطلق على هؤلاء المراجعين لقب «أشباه كارو» (كارو- إيسك).

## أعماله

### سمسار السلطة
أمضى كارو عام 1965- 1966 الدراسي بواسطة زمالة نيمان في جامعة هارفارد. استرجع كارو تجربة مشاهدة موزس خلال أحد فصول التخطيط الحضري واستخدام الأراضي.
«كانوا يتحدثون ذات يوم عن الطرق السريعة ومكان إنشائها... حيث استُخدمت الصيغ الرياضية حول كثافة المرور والكثافة السكانية وما إلى ذلك، وفجأة قلت لنفسي: هذا خاطئ تمامًا. هذا ليس السبب خلف إنشاء الطرق السريعة. تُنشئ الطرق السريعة لأن روبرت موزس يريد إنشاءها هناك. إذا لم تكتشف وتشرح للناس من أين يحصل روبرت موزس على سلطته، فسيكون كل شيء آخر تفعله غير صادق».
بدأ كارو العمل على سيرة موزس سمسار السلطة: روبرت موزس وسقوط نيويورك، من أجل تحقيق هدفه السابق وأيضًا لدراسة موضوع كارو المفضل: اكتساب واستخدام السلطة. توقع كارو أن يستغرق إكمال عمله تسعة أشهر، لكن في الحقيقة استغرقه الأمر حتى عام 1974. استند العمل على البحث المكثف و522 مقابلة، بما في ذلك سبع مقابلات مع موزس نفسه، والعديد من المقابلات مع مايكل ماديغان (الذي عمل لصالح موزس لمدة 35 عامًا)؛ أجرى كارو أيضًا مقابلات عديدة مع سيدني شابيرو (مديرة موزس العامة لمدة أربعين سنة)؛ بالإضافة إلى مقابلات مع رجال ممن عرفوا حاكم نيويورك آل سميث -الذي يُعتبر بمثابة مرشد موزس- وعملوا معه. عمل كارو على كتابه هذا خلال عام 1967- 1968 الدراسي الذي حصل فيه على زمالة مؤسسة كارنغي في كلية الصحافة في جامعة كولومبيا.
عملت زوجته إينا معه بصفتها مساعدةً لشؤون البحث. استنبطت أطروحة الماجستير الخاصة بها حول جسر فيرازانو- ناروز من هذا العمل. باعت إينا منزل العائلة في مرحلة معينة وحصلت على عمل في مجال التعليم حتى يتمكن روبرت من إنهاء الكتاب ماليًا.
يُنظر إلى سمسار السلطة بشكل واسع على أنه عمل كارو الأساسي لأنه يجمع بين البحث التاريخي المضني وأسلوب الكتابة السردي السلس. ثبت نجاح هذا النهج في الفصل الذي يتناول فيه كارو إنشاء طريق كروس- برونكس السريع، حيث قدم كارو جميع وجهات النظر التي تجادلت حول هذا الموضوع، بما في ذلك سكان الحي. لتكون النتيجة عملًا ذا أهمية أدبية وأكاديمية كبيرة. رد موزس على هذه السيرة بعد نشرها من خلال بيان مؤلف من 23 صفحة.

## جوائز
حصل على جوائز منها جائزة بوليتزر عن فئة السيرة الذاتية.

## روابط خارجية
- روبرت كارو على موقع IMDb (الإنجليزية)
- روبرت كارو على موقع الموسوعة البريطانية (الإنجليزية)
- روبرت كارو على موقع إن إن دي بي (الإنجليزية)